# Fernando Tatís Jr.
Fernando Gabriel Tatís Medina Jr. (* 2. Januar 1999 in San Pedro de Macorís, Dominikanische Republik) ist ein dominikanischer Baseballspieler für die San Diego Padres in der Major League Baseball (MLB). Er ist der Sohn des ehemaligen MLB-Spielers Fernando Tatís Sr. Tatís Jr. gab 2019 sein MLB-Debüt, gewann 2020 den Silver Slugger Award und wurde 2021 zum All-Star ernannt.

## Karriere

### Minor League

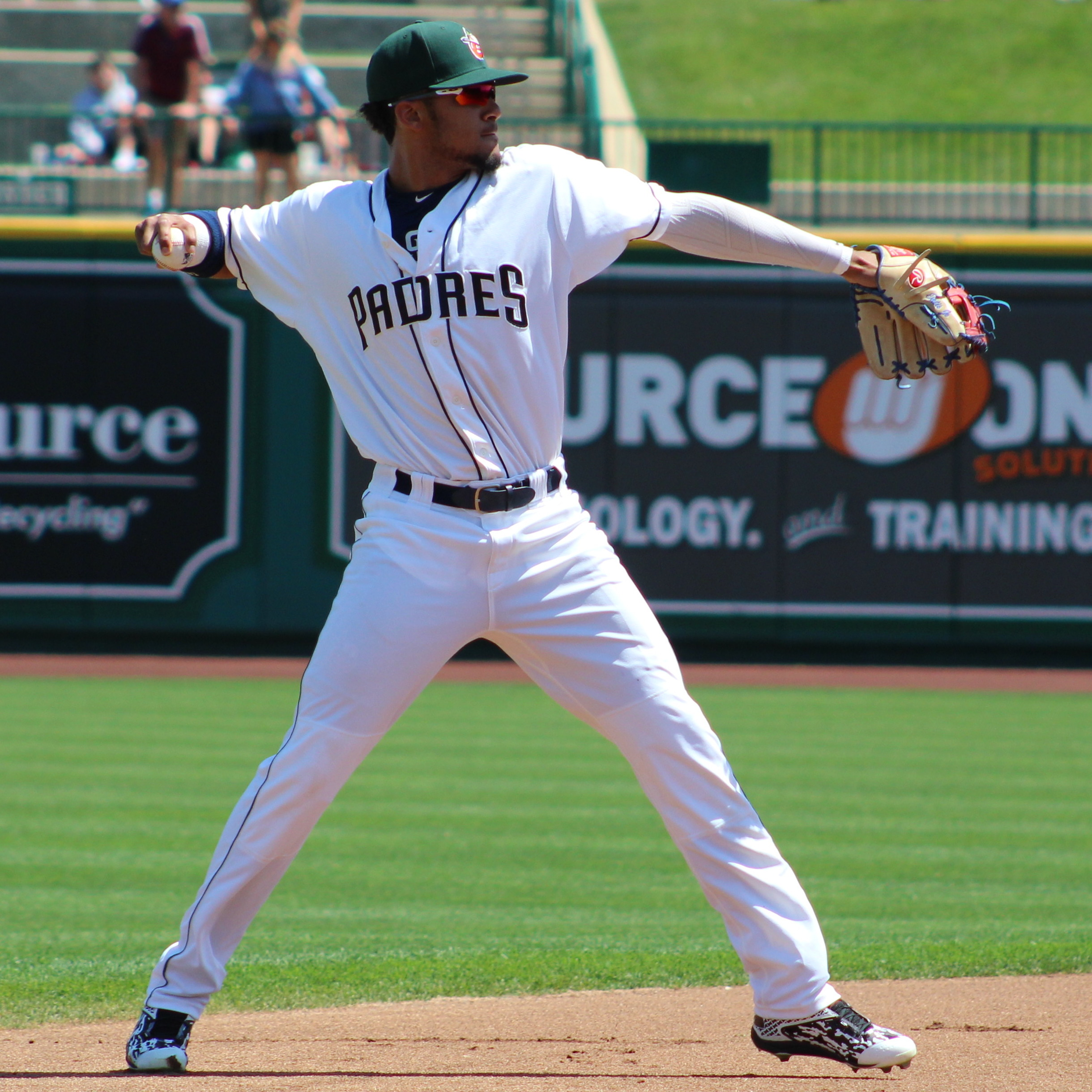
Tatís Jr. mit den Fort Wayne TinCaps im Jahr 2017

Die Chicago White Sox nahmen Tatís 2015 als internationalen Free Agent aus der Dominican Prospect League unter Vertrag. Am 4. Juni 2016, noch bevor er ein Profispiel bestritten hatte, tauschten die White Sox den damals 17-jährigen Tatís und Erik Johnson gegen James Shields an die San Diego Padres. Tatís verbrachte 2016 bei den Arizona League Padres in der Arizona League und den Tri-City Dust Devils in der Northwest League.
Im Jahr 2017 spielte Tatís 117 Spiele für die Fort Wayne TinCaps der Midwest League und 14 Spiele für die San Antonio Missions der Texas League.
Tatís begann das Jahr 2018 mit den Missions und galt als einer der Top-Prospects in der Minor League. Am 23. Juli 2018 wurde Tatís wegen eines gebrochenen linken Daumens und einer Bänderverletzung operiert. Im Winter 2018–19 spielte er für die Estrellas Orientales in der Dominican Winter League.

### San Diego Padres

#### 2019

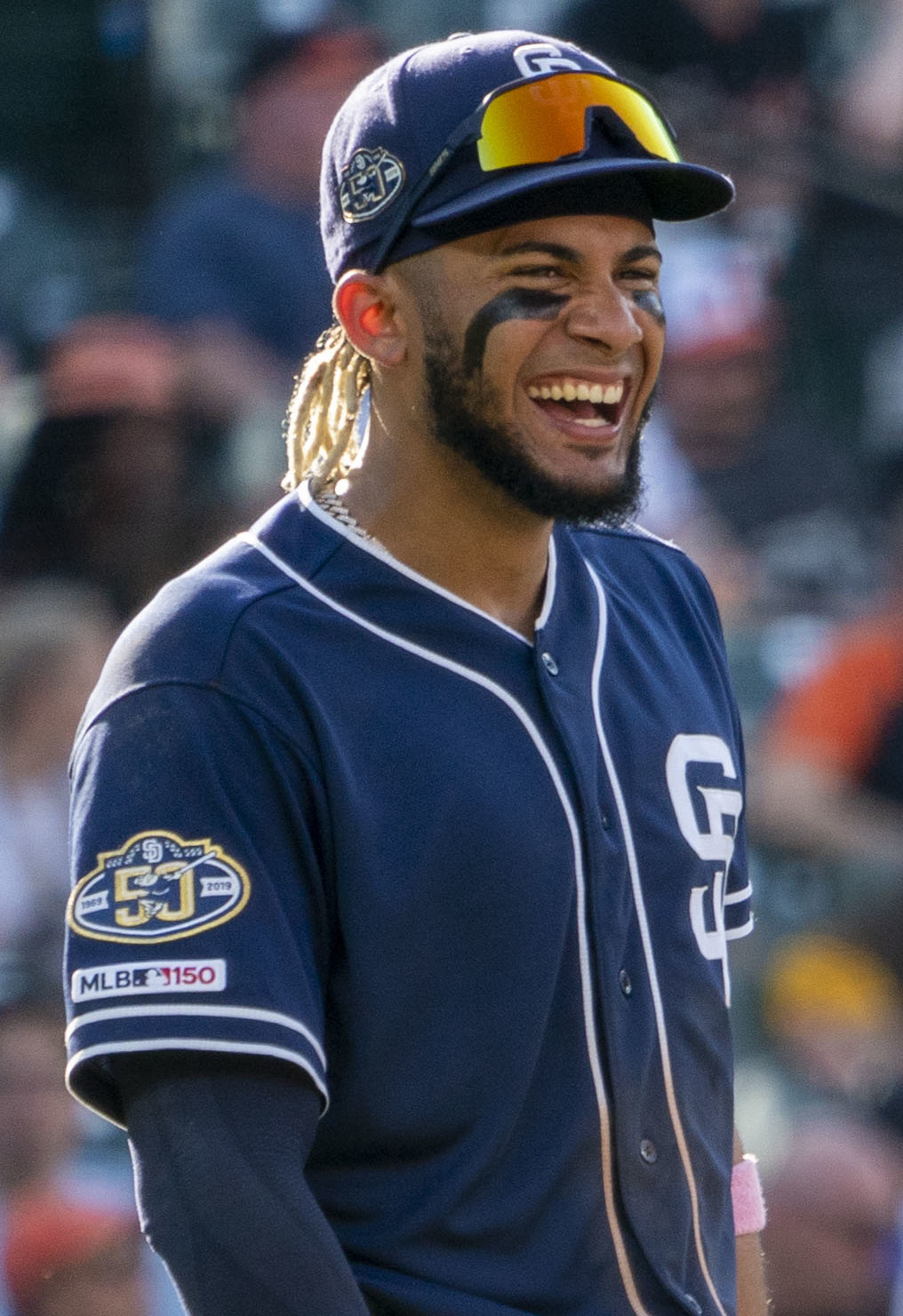
Tatís Jr. während seiner Rookie-Saison 2019

Anfang 2019 wurde Tatís von MLB Pipeline, ESPN, Baseball America und Baseball Prospectus als einer der drei besten Prospects im Baseball eingestuft. Am 26. März 2019 gaben die Padres bekannt, dass Tatís in ihren Kader für den Opening Day aufgenommen wurde. Bei seinem Debüt in der Major League erzielte er zwei Hits gegen die San Francisco Giants. Am 1. April 2019 schlug Tatís seinen ersten Home Run in der Major League. Im August verletzte sich Tatís am Rücken, was seine Saison 2019 frühzeitig beendete. Bei der Wahl zum National League Rookie of the Year Award belegte er den dritten Platz hinter Pete Alonso und Mike Soroka.

#### 2020
In der Saison 2020 war Tatís Teil einer Serie von vier Spielen, in denen die San Diego Padres vier Grand Slams erzielten. Es gab eine Kontroverse, in die Tatís verwickelt war, als er im achten Inning einen 3:0-Pitch schlug und dabei einen Grand Slam gegen die Texas Rangers erzielte. Obwohl er von einigen dafür kritisiert wurde, dass er gegen die „ungeschriebenen Regeln“ verstieß, da die Padres bereits mit sieben Runs in Führung lagen, verteidigten ihn viele.
Bei der Wahl zum MVP der National League belegte Tatís hinter Freddie Freeman, Mookie Betts und seinem Teamkollegen Manny Machado den vierten Platz. Im Jahr 2020 gewann er seinen ersten Silver Slugger Award.

#### 2021

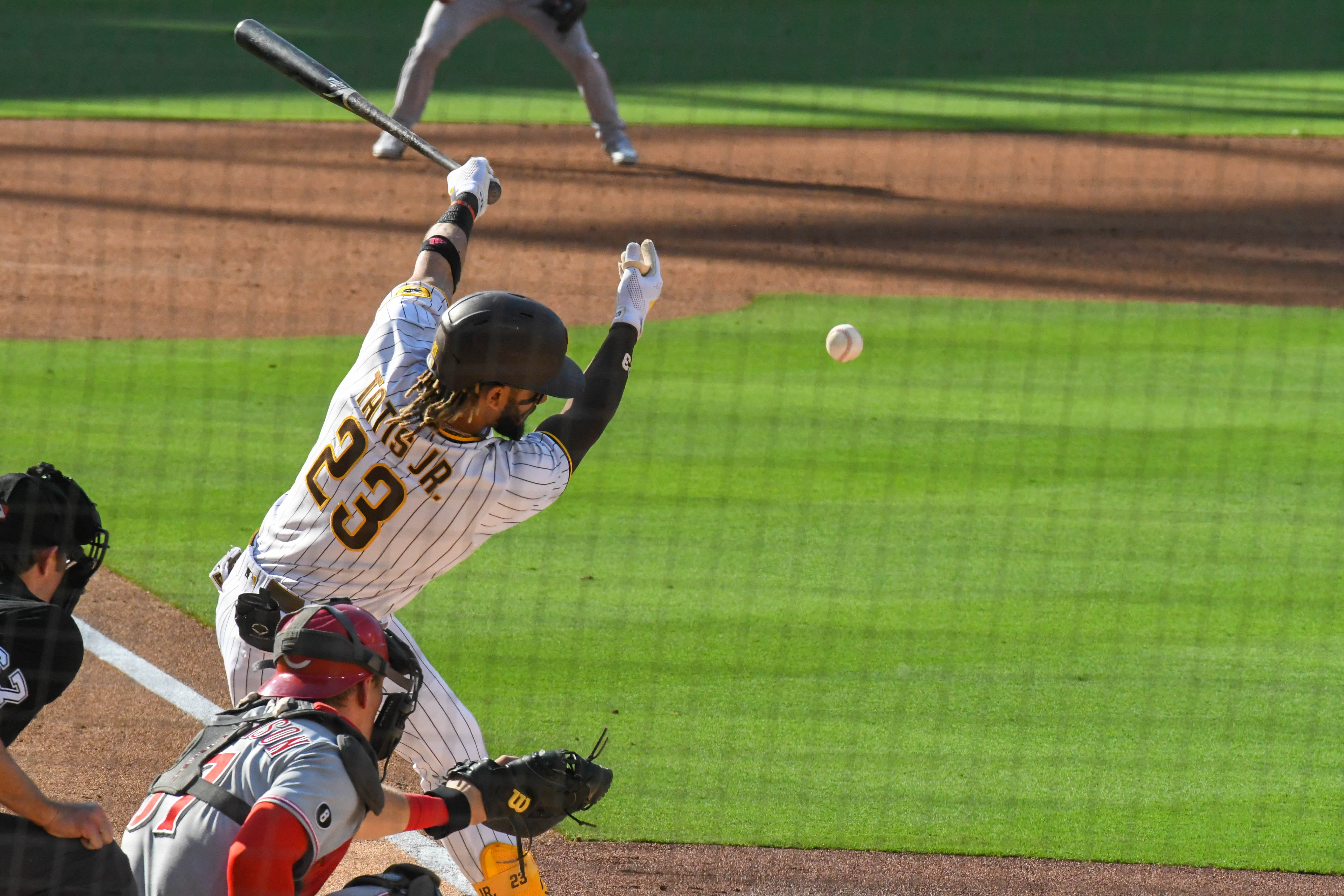
Tatís Jr. während eines Spiels in der Saison 2021

Vor der Saison 2021 unterzeichnete Tatís einen 14-Jahres-Vertrag über 340 Millionen Dollar mit den Padres. Zu diesem Zeitpunkt war dieser Vertrag der drittteuerste der Geschichte der MLB, hinter den Verträgen von Mike Trout und Mookie Betts. Als Teil einer Vereinbarung, welche Tatís während seiner Zeit in der Minor League getroffen hat, geht ein Teil seines zukünftigen Verdiensts an Big League Advance, welche gegründet wurde um in potenzielle MLB-Spieler in der Minor League zu investieren. Auch Tatís hat dieses Geld der Big League Advance verwendet, um in seiner Minor League Zeit an einen persönlichen Trainer, hochwertigeres Essen und eine bessere Unterkunft zu kommen.
Am 5. April zog sich Tatís, in einem Spiel gegen die San Francisco Giants, eine Subluxation der linken Schulter zu. Er wurde daraufhin auf die 10-Tage-Verletztenliste gesetzt, konnte aber eine ernsthafte Verletzung vermeiden und kehrte am 16. April in den aktiven Kader der Padres zurück.
Am 23. April, genau 22 Jahre nachdem sein Vater, im Dodger Stadium, zwei Grand Slams in einem Inning geschlagen hatte, schlug Tatís zwei Homeruns gegen Clayton Kershaw. Damit sind die Tatíses das einzige Vater-Sohn-Duo mit Multi-Homerun-Spielen im selben Baseballstadion am selben Kalendertag.
Am 12. Mai wurden Spieler der San Diego Padres, darunter Tatís und Wil Myers, positiv auf COVID-19 getestet.
Am 2. Juni wurde Tatís zum National League Player of the Month für den Monat Mai ernannt, da er in 20 Spielen einen Batting Average von.353 mit neun Homeruns, acht Stolen Bases, 26 RBIs und 21 erzielten Runs erzielte. Am 25. Juni hatte Tatís, gegen die Arizona Diamondbacks, sein erstes Drei-Homerun-Spiel seiner Karriere.
Am 1. Juli wurde Tatís für sein erstes All-Star-Spiel ausgewählt und war damit der erste All-Star-Starter der Padres seit Tony Gwynn im Jahr 1998. Am 24. Juli schlug Tatís seinen 30. Homerun der Saison und wurde damit nach Steve Finley, Wil Myers und Ryan Klesko der vierte Padres-Spieler, der in einer Saison 30 Homeruns geschlagen und 20 Stolen Bases hat. Er schaffte diesen Rekord in 82 Spielen, was die niedrigste Quote für einen Spieler im Alter von 22 Jahren oder jünger darstellt.
Am 30. Juli zog sich Tatís in einem Spiel gegen die Colorado Rockies eine zweite Subluxation der linken Schulter zu und wurde erneut auf die 10-Tage-Verletztenliste gesetzt. Während dieser Zeit trainierte Tatís mit dem First Base Coach der Padres, Wayne Kirby, um sich zum Outfielder zu entwickeln. Am 15. August wurde er von der Verletztenliste genommen und spielte in seinem ersten Spiel nach der Verletzung als Outfielder. Tatís beendete die Saison 2021 mit einem Batting Average von .282, 97 RBIs, 25 Stolen Bases und den in der National League führenden 42 Homeruns. Er gewann seinen zweiten Silver Slugger Award in Folge und wurde Dritter bei der National League MVP-Wahl hinter Bryce Harper und Juan Soto.

#### 2022
Am 16. März 2022 wurde Tatís wegen eines gebrochenen Kahnbeins, welche er sich in der Offseason zugezogen hatte, operiert. Es wurde erwartet, dass er innerhalb von drei Monaten zurückkehren würde, obwohl die Ursache der Verletzung nicht bestätigt wurde, spielte General Manager A. J. Preller auf einen Motorradunfall an, den Tatís im Dezember 2021 in der Dominikanischen Republik erlitt.
Am 12. August 2022 wurde Tatís für 80 Spiele gesperrt, nachdem er positiv auf Clostebol, ein anaboles Steroid, getestet wurde. Er gab an, dass der positive Test von einem Medikament stammte, das er zur Behandlung von Ringelflechte einnahm und von dem er nicht bestätigen konnte, dass es frei von verbotenen Substanzen war.

#### 2023
Infolge einer Strafe, die aus einem Drogentest im Jahr 2022 resultierte, verpasste Tatís die ersten 20 Spiele der Saison 2023.

## Persönliches
Tatís' Vater, Fernando Tatís Sr., spielte von 1997 bis 2010 als Third Baseman in der Major League. Als Tatís geboren wurde, spielte sein Vater bereits in seinem dritten Jahr als Profi-Baseballer für die St. Louis Cardinals. Er verbrachte viel Zeit in den Clubhäusern der Major League. Er trainierte oft mit Robinson Canó, der ebenfalls aus San Pedro de Macoris stammt. Sein jüngerer Bruder Elijah ist Infielder in der Organisation der Chicago White Sox. Tatís ist der Cover-Athlet von MLB The Show 21.